# Diores auricula
Diores auricula is een spinnensoort uit de familie van de mierenjagers (Zodariidae). De diersoort komt voor in Zimbabwe.
De wetenschappelijke naam van de soort werd in 1920 gepubliceerd door Richard William Ethelbert Tucker.